# Rhizopulvinaria turkestanica
Rhizopulvinaria turkestanica är en insektsart som först beskrevs av Archangelskaya 1931.  Rhizopulvinaria turkestanica ingår i släktet Rhizopulvinaria och familjen skålsköldlöss. Inga underarter finns listade i Catalogue of Life.